# Chrysolina interstincta
Chrysolina interstincta es un coleóptero de la familia Chrysomelidae.
Fue descrita científicamente en 1851 por interstincta Suffrian.